# 博罗尔
博罗尔，又作巴罗尔、博洛尔。18世纪克什米尔地区部落名。
其名当即晋朝唐朝之间古国 “钵卢勒” 之新译，即唐代 “小勃律”地。在巴达克山东南，东邻坎巨提。有城郭，户3万有奇。乾隆二十五年（1759年）随巴达克山一起首次遣使向清朝朝贡，与清朝政府建立藩属、贸易关系。位于今克什米尔的巴基斯坦控制区北部吉尔吉特河上游山区。

## 延伸阅读
[在维基数据编辑]
 《清史稿/卷529》，出自趙爾巽《清史稿》